# Christian Andersson (sångare)
Jan-Erik Christian Andersson, född 1 april 1981, är sångare och utgivare av den svenska webbplatsen dansbanssidan.com som är Sveriges största webbplats om dansband.
Andersson arbetade som kock på fartyg i 15 år innan han 2011 skapade Dansbandssidan. Mellan 2012 och 2020 var webbplatsen utdelare av "Dansbandspriset" under Ekebofestivalen. År 2008 släppte han sin första låt på Spotify, Dags för dans. År 2022 fick webbplatsen juryns specialpris under Guldklavengalan då han låtit dansband uppträda där med liveinspelningar under covid-19-pandemin. 2022 medverkade Andersson för första gången på Ålands Dansbandsfestival.